# 島津久豊
島津 久豊（しまづ ひさとよ）は、室町時代の武将、守護大名。薩摩・大隅・日向守護。島津氏第8代当主。6代当主・島津氏久の次男で元久の弟。母は佐多忠光の娘。子に忠国、用久、季久、有久、豊久。
応永8年（1401年）頃に日向の伊東氏を牽制するために伊集院久氏の後任として日向国穆佐城に派遣される。だが、伊東祐安の娘を娶って和睦しようとしたところを当主である兄・元久に反対されたことを機に不仲になった。その後、応永10年（1403年）に祐安の娘との間に嫡子の忠国を儲けている。両者の対立は一時は元久が伊東氏ともども久豊を討つ話まで出たものの、最終的には応永17年（1410年）に上洛する元久が日向に立ち寄って久豊と会見するまで続いた。
応永18年（1411年）8月に兄が死去、甥の仲翁守邦は出家していたため、兄から後継者に決められていた甥の伊集院煕久が継承することになった。だが、久豊は閏10月になって鹿児島に乗り込んで元久の位牌を奪取した上で煕久を追放し8代当主となった。久豊の強引なやり方により国内が久豊派・伊集院氏派に分かれて争いになり、伊集院頼久（久氏の子で煕久の父）と衝突した。久豊には穆佐城に近く元久時代に権力を振るった伊集院氏を嫌う大隅・日向の一門・家臣が、頼久には薩摩の一門・家臣及び大隅の肝付兼元が支持し、更に総州家の島津久世もが頼久を支援した。さらに応永19年（1412年）には義兄である伊東祐立が離反して久豊の居城であった日向の穆佐城を奪って妹である久豊室と2人の息子（忠国・友久）を捕らえようとしたが、落城寸前に樺山教宗・北郷知久が久豊の妻子を救出した 。
一時苦戦したが、応永23年（1416年）に和睦を名目に鹿児島に呼び出した久世を討ち取る。しかし、久世を騙し討ちにしたことは久豊の心にも重くのしかかり、この年に出家して存忠と称している。翌応永24年（1417年）に和睦が成立。伊集院頼久とその盟友である伊作久義・勝久父子は久豊に降伏し、後継者問題に決着がついた。また、応永25年（1418年）には市来氏と入来院氏も久豊に従い、戦いの焦点は久豊の奥州家と島津守久（久世の父）・忠朝兄弟が依然として抵抗を続ける総州家との争いに絞られていく 。
応永28年（1421年）に島津忠朝を降伏させて総州家に伝わる島津宗家の文書を接収するとともに総州家の拠点である薩摩郡を平定、また伊作氏と久豊派国人との所領争いを仲介して薩摩半島の安定化にも成功した。翌応永29年（1422年）に島津守久及び久林（久世の嫡男）を肥後に追放して総州家・奥州家の両島津氏の抗争も終結させた 。室町幕府は久豊の強引な家督相続に対して反対していたが、久豊が総州家を追い出し島津氏を束ねた事を認め守護職を与えた。これにより、島津氏の守護領国制は完成したのである。
応永30年（1423年）、伊東氏に報復するために日向への出兵を行い、大淀川以南を奪還して一旦は薩摩へ帰国する。だが、この年に病を発した久豊は2年後の応永32年（1425年）に鹿児島で病没した。享年51。
家督は嫡男の忠国が継いだ。また後に、次男の用久が薩州家、三男の季久が豊州家、四男の有久が羽州家（後に大島氏）、五男の豊久が伯州家（後に義岡氏・志和地氏）をそれぞれ興した。

## 系譜
- 父：島津氏久（1328 - 1387） - 島津氏6代当主
- 母：佐多忠光の女
- 妻： 寿山夫人（伊東祐安の女）
  - 長男：島津忠国（1403 - 1470） - 島津氏9代当主
  - 次男：島津用久（1410 - 1459） - 薩州家祖
- 妻：上原長門守の女
  - 三男：島津季久（1413 - 1477） - 豊州家祖
- 妻：無染夫人（伊集院頼久の娘）
  - 四男：島津有久（1423 - 1459） - 羽州家（後に大島氏）祖
- 母不詳
  - 男：島津豊久（1421 - 1484） - 伯州家（後に義岡氏・志和池氏）祖
  - 男：愚丘妙智 - 玉龍山福昌寺6代住持